# Xiang (fiume)
Lo Xiang (cinese: 湘江; pinyin: Xiang Jiang; romanizzazione Wade-Giles: Hsiang Chiang) è un fiume della provincia dello Hunan, in Cina sud-orientale. Con una lunghezza totale di 800 km, lo Xiang è uno dei principali affluenti del fiume Yangtze (Chang Jiang). Lo Xiang nasce sui monti della parte settentrionale della regione autonoma zhuang del Guangxi e scorre verso nord-est nella provincia dello Hunan. A Lingling esso è raggiunto dal fiume Xiao, che attraversa i monti lungo il confine Hunan-Guangxi, e successivamente scorre verso est, per essere raggiunto dal fiume Lei, proveniente dal confine della provincia del Guangdong, a Hengyang. Il fiume poi piega verso nord, attraversa Changsha, e fluisce nel lago Dongting e, da qui, nello Yangtze. Viene raggiunto dal fiume Lu a Zhuzhou e dal fiume Lian, suo principale affluente occidentale, a valle di Xiangtan.
Lo Xiang, importante via d'acqua, è stata la principale arteria di comunicazione della provincia fino al completamento della ferrovia negli anni trenta. Attraverso lo Xiang, grandi imbarcazioni provenienti dallo Yangtze possono raggiungere Changsha. Piccoli vaporetti possono spingersi fino a Xiangtan, e le giunche possono procedere addirittura oltre, fino a raggiungere Hengyang. Quando le acque raggiungono il livello superiore, le giunche possono procedere fino a Lingling. In epoca storica questa via d'acqua costituiva una delle rotte principali tra la Cina centrale, il Guangdong e il Guangxi; malgrado sia ancora utilizzabile, attualmente essa è stata in gran parte sostituita dalla ferrovia.